# سیارک ۱۱۳۳۶
سیارک ۱۱۳۳۶ (به انگلیسی: 11336 Piranesi، نامگذاری:1996NS3) یازده هزار و سیصد و سی و ششمین سیارک کشف شده‌است که در ۱۴ ژوئیه ۱۹۹۶ کشف شد.
قدر مطلق سیارک برابر ۱۵.۵ است.